# Кени Габријел
Кени Габријел (енгл. Kenny Gabriel; Шарлот, Северна Каролина, 3. јул 1989) је амерички кошаркаш. Игра на позицији крилног центра.

## Биографија
Професионалну каријеру је почео 2012. године у екипи Макаби Ашдода одакле је отишао након само 5 утакмица. Касније је током те сезоне играо још за кипарски АЕЛ Лимасол и Таранаки моунтаинарс са Новог Зеланда. За сезону 2013/14. се сели у Грчку где је наступао за прволигаша Ретимно. У јуну 2014. је постао играч Пинар Каршијаке. Са њима је провео наредне две сезоне и освојио титулу првака Турске у сезони 2014/15. Сезону 2016/17. је почео као играч Локомотиве Кубањ али је већ 24. новембра 2016. прешао у Панатинаикос. Са грчким клубом се задржао до краја сезоне 2017/18. и у том периоду освојио два првенства и један куп Грчке. У сезони 2018/19. је био играч Турк Телекома.

## Успеси

### Клупски
- Пинар Каршијака:
  - Првенство Турске (1): 2014/15.
- Панатинаикос:
  - Првенство Грчке (2): 2016/17, 2017/18.
  - Куп Грчке (1): 2017.